# Leopold, Công tước xứ Lothringen
Leopold, Công tước xứ Lorraine (11 tháng 9 năm 1679 - 27 tháng 3 năm 1729) ông còn có biệt danh là Leopold tốt bụng, là quân chủ cai trị Công quốc Lorraine, Bar và Teschen từ năm 1690 cho đến khi ông qua đời vào năm 1729.
Con trai thứ 2 còn sống của ông là Francis Stephen đã kế thừa ngôi vị Công tước Lorraine và kết hôn với người thừa kế của Quân chủ Habsburg là Maria Theresia của Áo. Cuộc hôn nhân này đã tạo ra Nhà Habsburg-Lorraine. Vì thế mà Leopold trở thành tổ tiên trực hệ của tất cả các nhà cai trị của Hoàng tộc Habsburg-Lorraine, trong đó bao gồm 4 Hoàng đế cuối cùng của Thánh chế La Mã và tất cả Hoàng đế Áo và Áo-Hung. Người con trai út của Leopold là Hoàng thân Karl lấy người em gái duy nhất của Nữ Đại công tước Maria Theresia và phục vụ cho Quân chủ Habsburg và Đế chế La Mã Thần Thánh như một nguyên soái của quân đội, ông cùng với vợ mình được bổ nhiệm trở thành thống đốc của Hà Lan Áo. 
Leopold cũng là Công tước áp chót của Công quốc Lorraine, vì chỉ sau khi ông qua đời được 8 năm thì con trai ông là Công tước Francis phải trao đổi Lorraine để lấy Đại công quốc Toscana, đây là một cuộc dàn xếp trao đổi lãnh thổ giữa Vương quốc Pháp, Đế quốc Tây Ban Nha và Đại công quốc Áo để giúp chấm dứt Chiến tranh Kế vị Ba Lan. Dù thương vụ này bị phản đối bởi các thành viên trong Hoàng tộc Lorraine, nhưng cha vợ tương lai của ông là Hoàng đế Karl VI của Đế quốc La Mã Thần thánh đã mang cuộc hôn nhân của ông với Maria Theresia của Áo ra để đe doạ, nên ông phải đồng ý.
Lãnh thổ Công quốc Lorraine đã được trao lại cho Stanisław Leszczyński, là cha vợ của Vua Louis XV, người vừa mất ngai vàng Ba Lan trong Chiến tranh Kế vị Ba Lan. Người Pháp theo đuổi kế hoạch này đến cùng vì Louis XV của Pháp biết rằng, sau khi cha vợ của mình qua đời thì lãnh thổ Lorraine sẽ thuộc về Pháp.

## Cuộc sống đầu đời

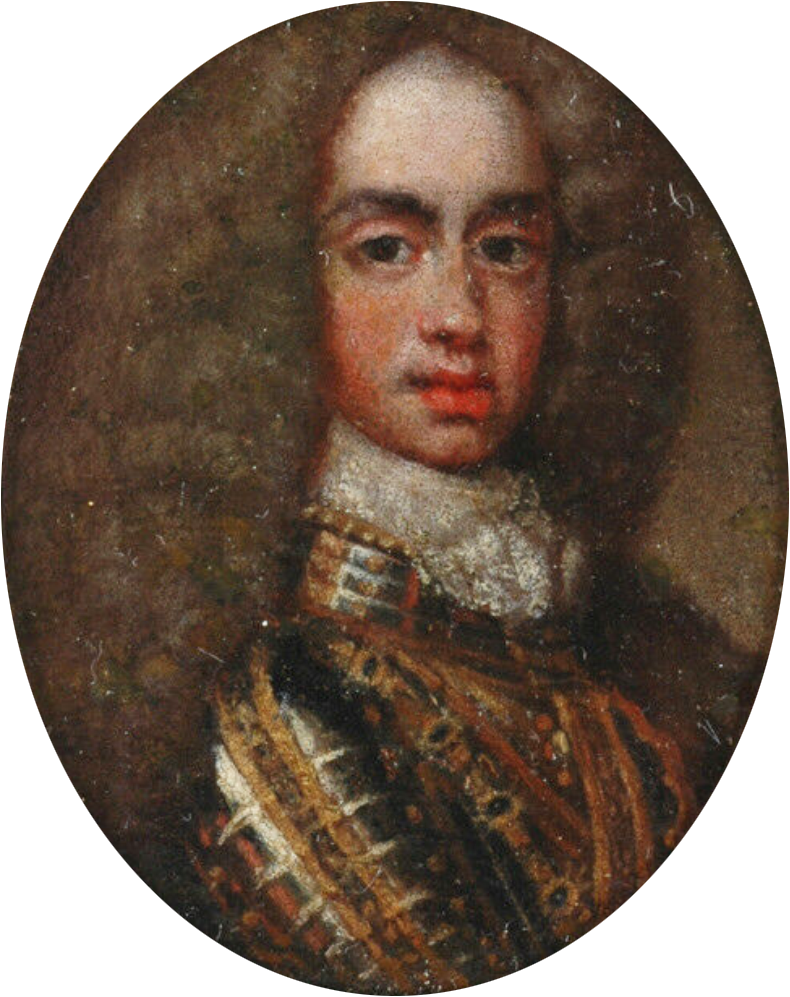
Leopold tuổi thiếu niên khi còn sống lưu vong ở Áo cùng gia đình

Leopold Joseph Charles Dominique Agapet Hyacinthe là con trai của Charles V, Công tước xứ Lorraine, và vợ ông là Eleonora Maria Josefa của Áo, em gái cùng cha khác mẹ với Leopold I của Thánh chế La Mã.
Vào thời điểm Leopold được sinh ra, Lorraine và Bar đã bị Louis XIV của Pháp chiếm đóng, buộc cha mẹ ông phải chuyển đến sống lưu vong ở Đại công quốc Áo, dưới sự bảo vệ của Hoàng đế La Mã Thần thánh. Vì vậy, Leopold được sinh ra trong cung điện Innsbruck và được đặt theo tên của cậu mình là Hoàng đế Leopold I. Leopold lớn lên ở Innsbruck, trong khi cha ông tham gia bảo vệ Vienna chống lại những cuộc xâm lược của Đế quốc Ottoman.
Năm 1690, cha của Leopold qua đời khi ông mới 11 tuổi, và ông được thừa kế Công quốc Lorraine, lúc đó vẫn đang bị chiếm đóng bởi Vương quốc Pháp. Mẹ ông, cố gắng hoàn thành tâm nguyện cuối cùng của chồng là đưa các con trở về với quyền lực của Gia tộc Lorraine, bà đã kêu gọi Đại hội đế chế ở Regensburg khôi phục quyền Công tước Lorraine cho con trai của bà. Leopold được gửi đến Vienna để nhận một khóa học quân sự dưới sự giám sát của Hoàng đế. Tại Vienna, ông lớn lên cùng với những người anh em họ của mình, Đại công tước Joseph và Charles, cả hai sau này đều là Hoàng đế của Thánh chế La Mã. 
Giống như cha mình trước đó, ông gia nhập Quân đội Hoàng gia vào năm 18 tuổi, ông tham gia Cuộc vây hãm Timișoara năm 1694. Ba năm sau, ông nhận quyền chỉ huy Quân đội sông Rhine.

## Công tước Lorraine

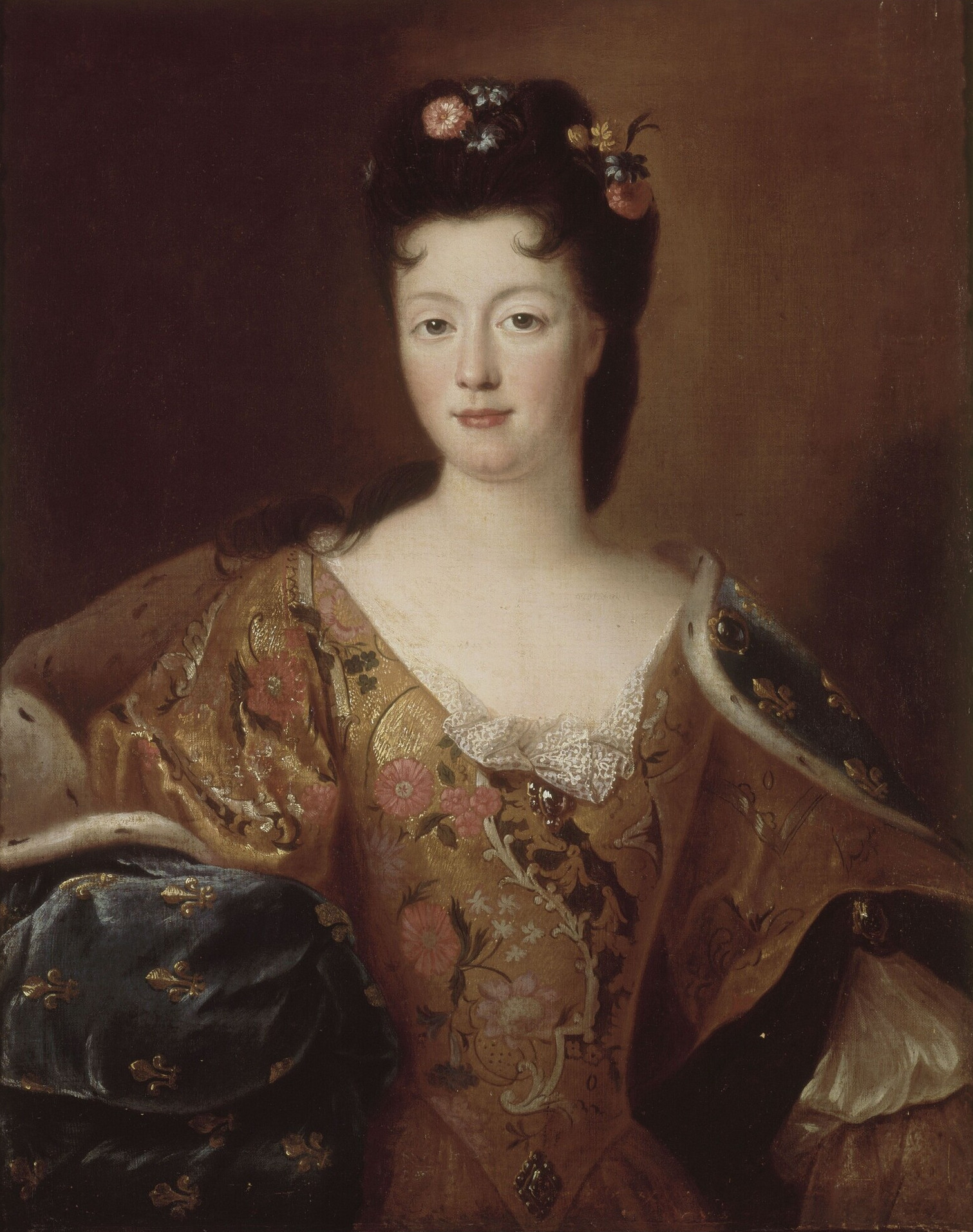
Vợ của Leopold, Élisabeth Charlotte của Orléans.

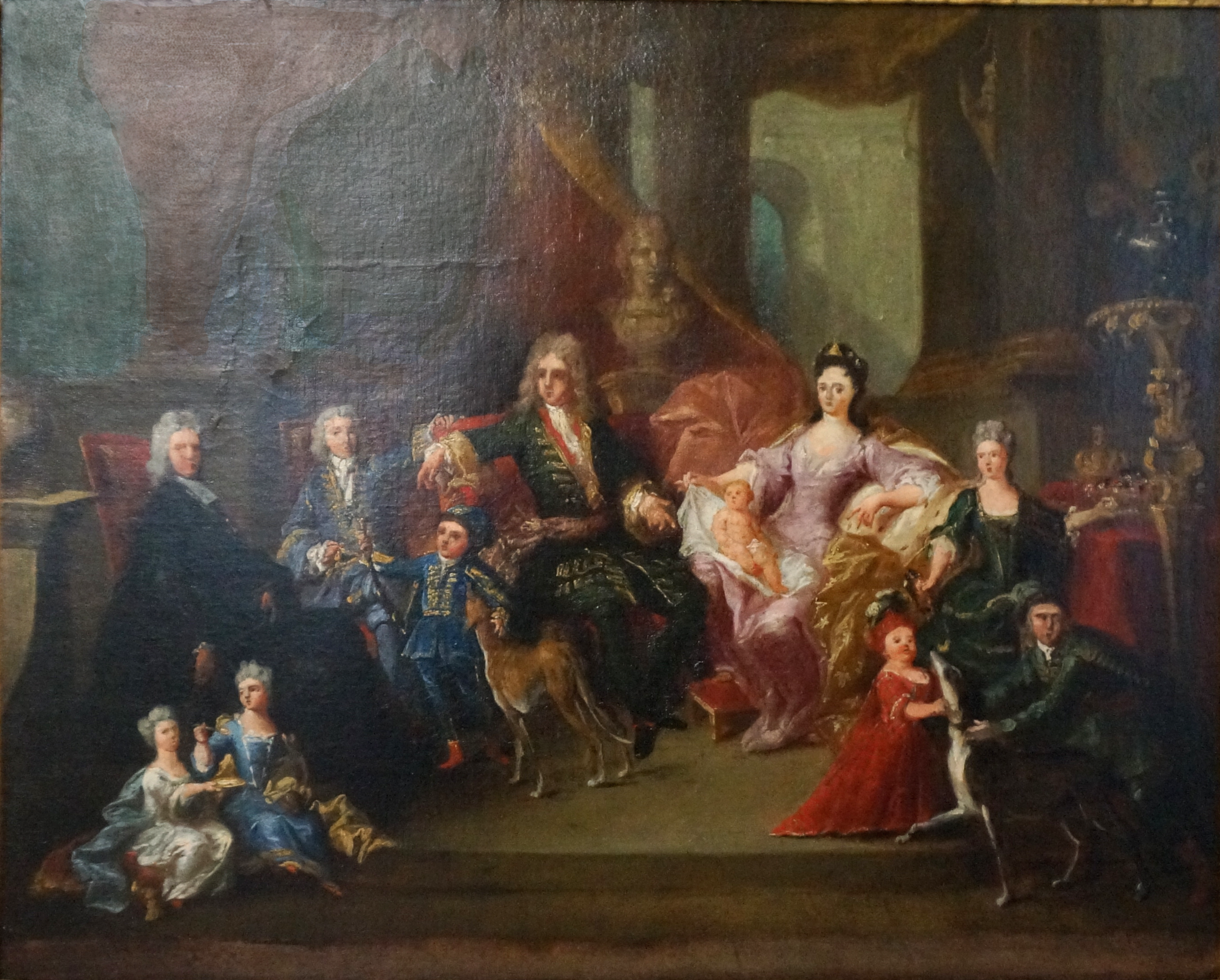
Gia đình của Công tước Leopold I vào khoảng năm 1710, được vẽ bởi Jacques Van Schuppen

Vào ngày 30 tháng 10 năm 1697, Chiến tranh Chín năm (hay còn gọi là Chiến tranh của Liên minh Augsburg) kết thúc với việc ký kết Hòa ước Ryswick.
Hiệp ước đã khôi phục lãnh Công quốc Lorraine và Bar cho người Nhà Lorraine, như những gì mà mẹ của Leopold đã hy vọng; bà qua đời 4 ngày sau đó ở Vienna. Vào ngày 17 tháng 8 năm 1698, Công tước Leopold đã tiến vào thủ đô Nancy của Lorraine. Ông đã tái thiết và tái lập công quốc bị chiến tranh tàn phá của mình, khuyến khích nhập cư. Vào cuối triều đại của ông, công quốc đã trở nên thịnh vượng.
Trong chính sách đối ngoại của mình, Leopold đã cố gắng tăng cường quan hệ tốt đẹp với Vương quốc Pháp của Nhà Bourbon và xoa dịu nước láng giềng hùng mạnh của mình. Vào ngày 13 tháng 10 năm 1698 tại Lâu đài Fontainebleau, Leopold kết hôn với Élisabeth Charlotte của Orléans, cháu gái của Vua Louis XIV, và nhận được của hồi môn từ nhà gái là 900.000 livre vàng (tương đương với 286,5 kg vàng ròng), đối với Leopold thì đây là một tài sản lớn, vì lúc đó ông khá nghèo túng. Elisabeth Charlotte là một người mẹ chu đáo và đã sinh ra 15 người con cho ông, trong đó có 5 người sống sót sau khi trưởng thành. Ba người trong số họ đã chết trong vòng một tuần vào tháng 5 năm 1711 do bệnh đậu mùa bùng phát tại Château de Lunéville. 
Bất chấp những nỗ lực ngoại giao của Leopold, thủ đô Nancy của ông vẫn bị quân đội nước ngoài chiếm đóng trong Chiến tranh Kế vị Tây Ban Nha (1700–1713). Lo sợ cho an toàn của gia đình mình, Leopold chuyển đến Château de Lunéville, nơi Leopold xây dựng lại lâu đài với tên gọi là "Versailles của Lorraine". Chính tại đây, đứa con đầu lòng của ông đã được sinh ra vào năm 1700.
Năm 1703, Công tước thông qua Bộ luật Léopold, một số tội ác có thể bị tuyên án tử hình bằng hình thức hỏa thiêu, chẳng hạn như phù thủy, đúc tiền xu giả, đốt phá và các hành vi tình dục "trái với tự nhiên". Ngoài ra, những người phạm tội trộm cắp các vật linh thiêng từ nhà thờ có thể bị kết án thiêu sống. Ông cố gắng đưa con gái lớn của mình là Elisabeth Charlotte, trở thành Nữ tu viện trưởng của Remiremont nhưng không thành công do sự phản đối của Giáo hoàng Clement XI.
Cuộc sống hôn nhân của Leopold gặp rắc rối vào năm 1706, khi ông lấy Anne-Marguerite de Lignéville, Công chúa của Beauvau-Craon. Tuy nhiên, theo lời khuyên của mẹ, Elisabeth Charlotte vẫn im lặng.
Năm 1708, Leopold tuyên bố thừa kế Công quốc Montferrato vì là họ hàng gần nhất của Charles III Gonzaga, trước đó là Công tước xứ Mantua, người đã bị phế truất và sau đó chết mà không để lại người kế thừa nam giới. Tuy nhiên, Hoàng đế Thánh chế La Mã đã hứa trao Montferrat cho Công tước xứ Savoia nên Hoàng đế đã đền bù cho nhà Vương tộc Lorraine bằng cách trao cho Leopold Công quốc Teschen ở Silesia.
Năm 1710, Leopold và vợ đến thăm Paris để dự hôn lễ của cháu gái Elisabeth Charlotte là Marie Louise Elisabeth với Công tước xứ Berry, và là một trong những khách mời của bữa tiệc xa hoa tại Cung điện Luxembourg. Trong chuyến thăm, Leopold, với tư cách là một Thân vương nước ngoài, đã được tiếp đón theo phong cách Hoàng gia.
Năm 1719, Leopold mua lại Bá quốc Ligny-en-Barrois từ người anh họ của mình, Charles Henry của Vaudemont. Trong thời gian trị vì, một hệ thống an ninh mới đã được áp dụng trên khắp Lorraine. Leopold đã cố gắng xóa bỏ chế độ nông nô nhưng các khoản tiền chuộc lại quá cao đối với tầng lớp nông dân, ngay cả khi Leopold đã giảm một nửa. Vào đêm giao thừa năm 1719, Công tước đã giải phóng nông nô của chính mình mà không cần chuộc lại, hy vọng rằng giới quý tộc Lorraine sẽ noi gương theo, nhưng đây là một điều vô ích.